# Number One (Battlestar Galactica)

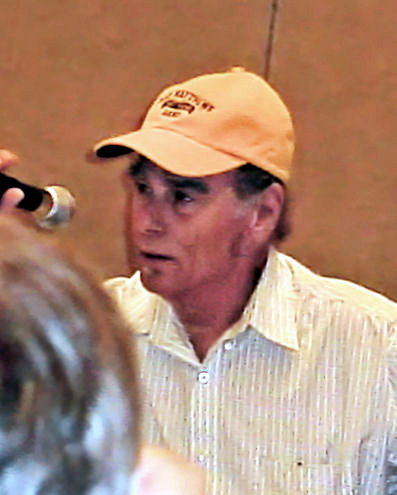
Number One, gespeeld door Dean Stockwell.

Number One (Nummer één), ook bekend onder de naam John Cavil, zijn een reeks fictieve personages uit de herwerkte televisieserie Battlestar Galactica. Number One is een van de twaalf humanoïde cylons en een van de zeven cylons die verantwoordelijk zijn voor de aanval op, en destructie van de twaalf kolonies van Kobol. De rollen werden gespeeld door acteur Dean Stockwell.

## Overzicht
Na het einde van de Cylonoorlog kwamen de centurions en de vijf overlevenden van de atoomaanval op de originele door Cylons bewoonde Aarde, met name Saul Tigh, Ellen Tigh, Galen Tyrol, Samuel Anders en Tory Foster, tot een overeenkomst om de heropstandingstechnologie te delen, een technologie die ervoor zorgt dat een Cylon na zijn dood gedownload kan worden in een nieuw lichaam, en alsook de overeenkomst om acht nieuwe Cylon modellen te creëren. Number One was de eerste nieuwe Cylon die gecreëerd werd. Hij werd geschapen naar het evenbeeld van Ellen Tighs vader en kreeg diens naam, John Cavil. De creatie van Cavil was een succes en hij hielp mee met de bouw van de zeven andere modellen die na hem kwamen.
Echter Cavil zou al snel een afkeer krijgen van zijn eigen menselijke lichaam, dat hij als inferieur beschouwde en hij nam het Ellen Tigh en de vier anderen erg kwalijk dat hij in plaats van de perfecte machine, het uiterlijk en gebreken had zoals de mens, met onder meer gelimiteerde zintuigen. Hij schakelde Daniël uit, het zevende model, omdat hij hem te emotioneel en dus te menselijk vond. Zijn haatgevoelens tegenover al wat menselijk is zorgde ervoor dat hij wraak wilde nemen op zijn vijf "ouders". Hij verstikte hen en met behulp van de heropstandingstechnologie, bracht hij hen terug tot leven. Inmiddels zijn hun geheugens gewist en valse herinneringen toegevoegd, zodat ze dachten dat ze mensen waren, zich niet bewust van hun Cylon achtergrond. Dan moesten ze gaan leven tussen de mensen.
Daarna manipuleerde hij ook met de geheugens van de zes overlevende Cylons die na hem gekomen waren. Zij herinnerde zich niets meer van hun "vijf ouders". Het enige wat Cavil aan hen verteld heeft is dat het verboden is om de identiteit van de vijf te kennen. Cavil kan de andere zes overtuigen een oorlog tegen de mensheid te starten. Nadat Caprica Six een relatie begon met Gaius Baltar, softwareontwikkelaar bij het ministerie van defensie, kreeg ze toegang tot het defensienetwerk dat ze uitschakelde, waarna de twaalf kolonies compleet weerloos waren tegen de atoomaanval van de Cylons, waarbij de mensheid bijna compleet uitgeroeid werd.
Na de atoomaanval zijn verscheidene Number One modellen actief in een poging om de overlevenden uit de schakelen. Op de Battlestar Galactica is een Number One actief die bekendstaat onder de naam Brother Cavil, een geestelijke die onder meer Boomer aanstuurt om aanslagen te plegen. Op Caprica is er een Cavil aanwezig in de verzetsgroep van Samuel Anders. Hij zal de enige Cavil zijn die spijt krijgt van de holocaust op de mensheid. Hij zal uiteindelijk naar de Galactica reizen om een bestand aan te kondigen (een bestand waar alle andere Cavils tegen stemden), maar eenmaal aangekomen op de Galactica wordt hij door Tyrol herkend als een Cylon. Hij en Brother Cavil worden geëxecuteerd. Deze scène is zowel de begin- als de eindscène van de film Battlestar Galactica: The Plan. Wanneer de twee Cavils langs een luchtsluis in de ruimte gekatapulteerd worden, is er de scheldtirade te horen die Cavil ventileerde tegen Ellen Tigh in de aflevering No Exit.
Na de val van Nieuw Caprica wordt Saul Tigh gevangengenomen. Hij wordt gefolterd en verliest een oog. Om hem vrij te krijgen heeft Ellen Tigh een seksuele relatie met een Cavil. Nadat Saul vrijkomt en hij zijn verzetswerk verder zet, geeft Ellen informatie over het verzet aan de Cylons. Wanneer dit aan het licht komt heeft Saul geen andere mogelijkheid om zijn vrouw te vergiftigen. Ellen download in een nieuw lichaam op een Cylonschip, waarna ze een scheldtirade van Cavil moet ondergaan. Hij dreigt haar brein te dissecteren, maar Boomer laat dit uiteindelijk niet toe en brengt Ellen terug naar de Galactica. Dit was echter opgezet door Cavil, zodat Boomer op Galactica het kind van Athena en Agheton kon ontvoeren.
Toen Number Three op eigen houtje op zoek ging naar de identiteit van de "vijf ouders", ook bekend als de "final five", vond ze de identiteit van de vijf waarop Cavil haar neerschoot. Hij liet alle Number Three's deactiveren zodat de vijf geheim bleven voor de andere Cylons. Nadat er rebellie ontstond en er een burgeroorlog ontstond tussen de Cylons, activeerde hij opnieuw een Number Three, in de hoop het tij te keren, maar zij keerde zich meteen tegen hem. Nadat de rebellerende Cylons en de overgebleven mensen de heropstandingstechnologie hadden vernietigd, wilde Cavil het gegijzelde kind van Athena en Agheton ruilen voor een blauwdruk van de technologie. Maar toen Saul Tigh, Ellen Tigh, Galen Tyrol, Samuel Anders en Tory Foster een gedachtensamensmelting hadden om de technologie door te sturen naar het schip van Cavil, zag Tyrol in Fosters herinneringen dat zij zijn vrouw Cally had vermoord en verbrak hij de link en vermoordde haar, waardoor het onmogelijk werd om de technologie te reproduceren. Cavil beviel een aanval, maar die mislukte waarna de Cavil die op het moment van deze feiten aanwezig was op de Galactica, zelfmoord pleegde. Starbuck zond daarop de Galactica naar de nieuwe Aarde, waar de overgebleven mensen, samen met de rebellerende Cylons een nieuw leven begonnen. De overgebleven Cavils bleven achter met de Number Four en Number Five modellen.